# Жозеф Немур П'єр-Луї
Жозеф Немур П'єр-Луї (1900–1966) — в. о. президента Гаїті наприкінці 1956 — початку 1957 року.

## Життєпис
Вивчав фізику та право, був першим професором фізики в ліцеї Філіпа Гер'є. З 1928 до 1937 року був професором права, після чого став муніципальним суддею Кап-Аїтьєна. Після революції в січні 1946 очолив Верховний суд, цей пост він займав до свого обрання до Сенату.
У грудні 1956, після усунення від влади Поля Маглуара, на радіо було оголошено, що 12 грудня 1956 відповідно до конституції П'єр-Луї став тимчасовим президентом Гаїті. Він також призначив вибори на квітень 1957 та розпорядився звільнити багатьох політичних в'язнів. На початку січня 1957 року він захопив активи колишнього президента Маглуара. Був замінений на посту президента Франком Сильвеном, який виконував обов'язки глави держави до 1 квітня 1957.